# Marion Ross
Marion Ross (ur. 25 października 1928 w Albert Lea) – amerykańska aktorka filmowa, telewizyjna i głosowa.

## Filmografia

### Filmy
- 1954: Tajemnica Inków jako panna Morris
- 1969: Any Second Now jako pani Hoyt
- 1977: Grand Theft Auto jako Vivian Hedgeworth
- 1997: Trzeci bliźniak jako Lila Ferami
- 2008: Superhero jako ciocia Lucille
- 2013: Heeble Jeebies jako Agnes Whitehead

### Seriale
- 1950: The George Burns and Gracie Allen Show jako Dixie
- 1957: M Squad jako Lucy
- 1963: The Outer Limits jako Agnes Benjamin
- 1972: Ulice San Francisco jako pani Ross
- 1974–1984: Happy Days jako Marion Cunningham
- 2001–2005: Kochane kłopoty jako Marilyn Gilmore, Gran i Lorelai „Trix” Gilmore
- 2005: Chirurdzy jako Betty Donahue
- 2012: Jeden gniewny Charlie jako doktor Murphy

### Głosy
- 1988: The American Experience jako narratorka
- 1997: Bobby kontra wapniaki jako pani Wakefield
- 2005: The Boondocks jako pani von Hausen

## Nagrody i nominacje
Została nominowana do nagrody Złotego Globu, a także czterokrotnie do nagrody Emmy. Ma swoją gwiazdę w Hollywoodzkiej Alei Gwiazd.